# ويفي غريفي
ويفي غريفي (بالإنجليزية: Wavy Gravy)‏ (الاسم الحقيقي: هيو نانتون رومني جونيور) (15 مايو 1936) هو فنان ترفيهي وناشط سلام أمريكي اشتهر بالدور الذي لعبه في المهرجان الموسيقي وودستوك، وذلك بالإضافة إلى شخصيته الهيبية ومعتقداته الثقافية المضادة. ذكر غريفي أنه أُعطي هذا اللقب من قبل عازف الإيتار بي بي كينغ في مهرجان تكساس الدولي لموسيقى البوب في عام 1969.
أسس رومني أو شارك في تأسيس العديد من المنظمات بما في ذلك المجتمع الناشط، هوغ فارم، وأسس لاحقًا، كغريفي، بعض المنظمات مثل كامب ويناراينبو وسيفا فاونديشن. أسس أيضًا كنيسة فورست أوف فون، وهي مجتمع سري من الكوميديا والمهرجين يهدف إلى دعم إنهاء حرب فيتنام من خلال المسرح السياسي، وتبنى غريفي فيه شخصية مهرج لدعم نشاطه السياسي، ولكن بشكل أعم لتجسيد شكل من أشكال العمل الترفيهي بما في ذلك دور المهرج الرسمي في فرقة موسيقى الروك غريتفول ديد.
كان لدى غريفي برنامجان إذاعيان على محطة دجام أون الإذاعية على سيريوس ساتلايت راديو. أُصدِر فيلم وثائقي مقتبس من حياته بعنوان سانت ميسبيهايفن: ذا ويفي غريفي موفي في أواخر عام 2010، وحصل بشكل عام على مراجعات إيجابية. حصل رومني على جائزة كيت وولف التذكارية من الرابطة العالمية للموسيقى الشعبية في عام 1992.

## المسار المهني
أدار ليني بروس مسيرة غريفي المهنية المبكرة في عام 1962 عندما أحضره إلى كاليفورنيا حيث عمل على التسجيل الحي بعنوان هيو رومني، ثيرد ستريم هيومور، الذي كان المشهد الافتتاحي لحفلة ثالونيوس منك في نادي كلوب رينيسانس في لوس أنجلوس.

### ذا هوغ فارم
تأسست منظمة ذا هوغ فارم ضمن سلسلة من الأحداث التي بدأت باختطاف كين بابس لحافلة الميري برانكستيرز (وهي حافلة بأتباع الكاتب الأمريكي كين كيسي وداعميه) التي أُطلق عليها اسم فورذر إلى المكسيك، والتي علقت في لوس أنجلوس. تأسست منظمة في شمال هوليود أيضًا زارها موسيقيون مثل رافي شانكار وتايني تيم (الذي أدارها).[بحاجة لمصدر]
طُرد رومني من مقصورته المكونة من غرفة نوم واحدة بعد انتقاله إلى صن لاند، وهي إحدى ضواحي شمال لوس أنجلوس، عندما اكتشف المالك أن مجموعة كبيرة متنوعة من الداعمين والموسيقيين كانوا يقيمون هناك. أبلغ أحد الجيران رومني بعد ساعتين عن وجود مزرعة خنازير قريبة تحتاج إلى من يعتني بها بعد إصابة المزارع الذي كان يعتني بها سابقَا بسكتة دماغية. قبل رومني هذا العمل مقابل الإيجار. بدأ السكان المحليون والموسيقيون والفنانون والناس من المجتمعات المحلية الأخرى المكوث في المزرعة الجبلية. وصف غريفي هذه الفترة المبكرة في كتابه -بعنوان شيء جيد من أجل التغيير- بأنها «تجربة جماعية غريبة» حيث «بدأ عدد الأشخاص يفوق عدد الخنازير».
عمل رومني وزوجته، بوني بيتشر، في لوس أنجلوس طوال ذلك الوقت. عمل هو في شركة الإنتاج الأمريكية كولومبيا بيكتشرز لتعليم مهارات الارتجال للممثلين، وكانت بوني ممثلة تلفزيونية ناجحة ظهرت في حلقات من مسلسل ذي توايلايت زون ومسلسل غان سموك وستار تريك وذا فيوجيتي.[بحاجة لمصدر]
تطورت هوغ فارم بحلول عام 1966 لتصبح منظمة ترفيهية تقدم عروضًا خفيفة في قاعة شراين الموسيقية في لوس أنجلوس لفنانين موسيقيين مثل فرقتي غريتفول ديد وكريم وعازف البلوز جيمي هندريكس. بدأت المجموعة في السفر عبر البلد في حافلات مدرسية محولة اشتُريت بالمال المكتسب من الاحتشاد (أداء دور الكومبارس) في فيلم أوتو بريمنغر بعنوان سكيدو (1968).
نُقلت المنظمة إلى مزرعة بلاك أوك في شمال كاليفورنيا في أوائل التسعينيات من القرن الحالي.

## وصلات خارجية
- ويفي غريفي على موقع IMDb (الإنجليزية)
- ويفي غريفي على موقع ألو سيني (الفرنسية)
- ويفي غريفي على موقع ميوزك برينز (الإنجليزية)
- ويفي غريفي على موقع قاعدة بيانات الأفلام السويدية (السويدية)
- ويفي غريفي على موقع إن إن دي بي (الإنجليزية)
- ويفي غريفي على موقع أول ميوزيك (الإنجليزية)
- ويفي غريفي على موقع قاعدة بيانات الفيلم (الإنجليزية)
- ويفي غريفي على موقع كينوبويسك (الروسية)

- الموقع الرسمي
- ويفي غريفي في قاعدة بيانات الأفلام على الإنترنت